# Čínské zelí

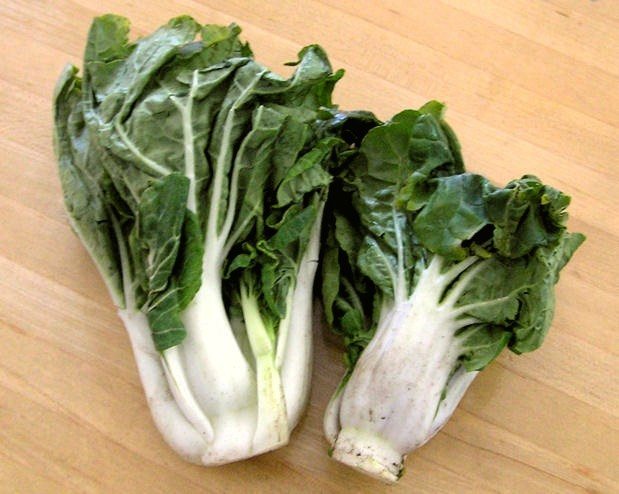
Čínské zelí

Čínské, bok čoj nebo pak čoj zelí, pchin-jinem též bok choy (Brassica chinensis) pochází z východní Asie, jedná se o významnou zeleninu v jižní a střední Číně a v Japonsku. Existuje značně velké množství různých typů a forem, které se liší nejen vzhledem a velikostí, ale i hospodářskými vlastnostmi a využitím.

## Popis
Je to jednoletá rostlina, jež tvoří nehlávkující listovou růžici z řapíkatých, tmavě zelených lesklých listů. Jejich řapíky jsou dužnaté, bílé a žlábkovité, u některých odrůd velmi široké. Listová čepel je tuhá, lesklá, různě zbarvená, s hladkým nebo zoubkovaným okrajem, bublinatá nebo zkadeřená.
Čínské zelí se na rozdíl od pekingského dá pěstovat celoročně, jelikož se nekonzumují hlávky, ale listy. Listy mladých rostlin lze sklízet už za 3 týdny.